# Aubekir Gukiemuch
Aubekir Gukiemuch (ros. Аубекир Гукемух; ur. 7 lutego 1905 w aule Zejuko w Karaczajo-Czerkiesji, zm. 27 lipca 1994 w Nalczyku) – radziecki pedagog, językoznawca, wykładowca akademicki, szef oddziału szkolnego zarządu miejskiego okupowanego Czerkieska podczas II wojny światowej
W 1927 r. ukończył krótkoterminowe kursy przy czerkieskim zarządzie obwodowym oświaty i nauki. Pracował jako nauczyciel w szkołach w aułach Zejuko i Małyj Zielienczuk, a potem w czerkieskim technikum pedagogicznym. Następnie objął funkcję sekretarza naukowego w Czerkieskim Instytucie Naukowo-Badawczym. Po pewnym czasie stanął na czele oddziału języka i literatury Instytutu. Jednocześnie uczył języka kabardyjsko-czerkieskiego na Uniwersytecie Teatralnym im. Łunaczarskiego w Moskwie. W 1937 r. został aresztowany przez NKWD. W 1939 r. wypuszczono go na wolność, po czym został wykładowcą języka rosyjskiego i literatury rosyjskiej na Uniwersytecie Czerkieskim. Jednocześnie powrócił na stanowisko szefa oddziału języka i literatury Czerkieskiego Instytutu Naukowo-Badawczego. Po zajęciu części Kaukazu Północnego przez wojska niemieckie latem 1942 r., stanął na czele oddziału szkolnego w kolaboracyjnym zarządzie miejskim Czerkieska. Kiedy miasto zostało wyzwolone przez Armię Czerwoną na pocz. 1943 r., został aresztowany. Po oczyszczeniu z postawionych zarzutów podjął pracę naukową w 1958 r. w Kabardyjsko-Bałkarskim Instytucie Naukowo-Badawczym. Wykładał też język arabski na Kabardyjsko-Bałkarskim Uniwersytecie Państwowym. W poł. lat 60. był współautorem książki pt. „Кабардинские пословицы и поговорки”. W 1999 r. opublikowano jego autorstwa słownik języka kabardyjsko-czerkieskiego.